# Mariana Mortágua
Mariana Rodrigues Mortágua, née le 24 juin 1986 à Alvito, est une économiste et femme politique portugaise, actuelle coordinatrice nationale du Bloc de gauche, en poste depuis le 28 mai 2023. En 2013, elle est élue à l'Assemblée nationale du Portugal, en remplacement d'Ana Drago.

## Biographie
Mortágua est la fille de Camilo Mortágua, militant anti-Salazar, révolutionnaire et membre fondateur de LUAR. Elle est la sœur jumelle de Joana Mortágua (en), également députée du Bloc de gauche, et cousine éloignée de la femme politique socialiste Maria João Rodrigues.
Elle est titulaire d'un diplôme et d'une maîtrise en économie de l'Institut universitaire de Lisbonne, après avoir obtenu son doctorat en économie à la School of Oriental and African Studies (SOAS) de l'Université de Londres.
Elle fait ses débuts comme députée à l'Assemblée de la République à l'âge de 27 ans, en 2013, en raison de la nécessité de remplacer Ana Drago dans la circonscription de Lisbonne, où elle est élue. Sa nomination en septembre 2013 aux premières places de la liste des candidats aux députés par la Commission politique du Bloc de gauche est contestée par un groupe de militants, qui critiquent les « critères technocratiques » qui ont guidé son choix. Dans ce contexte, le parti confirme que Mariana Mortágua est considérée comme l’élément qui « servirait le mieux les intérêts du parti à l’Assemblée de la République, en raison de ses connaissances dans le domaine de l’Économie », ce qui « s’est ressenti depuis le départ de Francisco Louçã ».
Elle acquiert ensuite une visibilité particulière dans la politique portugaise après sa participation à l'enquête parlementaire sur Zeinal Bava et Ricardo Salgado, dans le contexte de la faillite de la banque Espírito Santo.
Elle est réélue députée aux élections législatives de 2015 et en octobre 2019. Elle est réélue en 2022, malgré les mauvais résultats du Bloc de gauche. 
Après que Catarina Martins ait décidé de ne pas se représenter au Congrès, Mariana Mortágua annonce sa candidature à la direction du parti, recevant un large soutien des membres du parti,. Le 28 mai, Mariana Mortágua est élue nouvelle coordinatrice du Bloc de Gauche, avec le soutien de 493 des 528 délégués pour sa motion, et de 490 des 600 délégués pour sa liste pour le comité national du BE lors du congrès du parti à Lisbonne.